# Epeorus turcicus
Epeorus turcicus is een haft uit de familie Heptageniidae. De wetenschappelijke naam van de soort is voor het eerst geldig gepubliceerd in 2019 door Hrivniak, Sroka, Türkmen, Godunko en Kazanci. De soort komt voor in het noordoosten van Turkije.